# Paracaesio
Paracaesio là một chi cá biển trong họ Cá hồng. Chi này được lập ra bởi Pieter Bleeker vào năm 1875.

## Từ nguyên
Tên gọi của chi được ghép bởi pará (παρά; "gần, bên cạnh") trong tiếng Hy Lạp cổ đại và Caesio, một chi trong họ Cá miền, có lẽ do các loài giữa hai chi này khá giống nhau.

## Các loài
Chi này hiện hành có 9 loài được công nhận, bao gồm:
- Paracaesio brevidentata White & Last, 2012[3]
- Paracaesio caerulea (Katayama, 1934)
- Paracaesio gonzalesi Fourmanoir & Rivaton, 1979
- Paracaesio kusakarii Abe, 1960
- Paracaesio paragrapsimodon Anderson & Kailola, 1992[4]
- Paracaesio sordida Abe & Shinohara, 1962
- Paracaesio stonei Raj & Seeto, 1983
- Paracaesio waltervadi Anderson & Collette, 1992[4]
- Paracaesio xanthurus (Bleeker, 1869) (cá miền xăng tô)

Theo Allen và Anderson (2001), P. xanthurus là một nhóm phức hợp loài có thể bao gồm hai (hoặc nhiều) loài khác.